# Мельна
Мельна (укр. Мельна) — село в Рогатинской городской общине Ивано-Франковского района Ивано-Франковской области Украины.
Население по переписи 2001 года составляло 142 человека. Занимает площадь 16,117 км². Почтовый индекс — 77010. Телефонный код — 03435.